# Blossom Cup 2012
Il Blossom Cup 2012 è stato un torneo professionistico di tennis femminile giocato sul cemento. È stata la 3ª edizione del torneo, che fa parte dell'ITF Women's Circuit nell'ambito dell'ITF Women's Circuit 2012. Si è giocato a Quanzhou in Cina dal 3 all'8 gennaio 2012.

## Partecipanti

### Teste di serie
| Nazionalità | Giocatrice        | Ranking* | Testa di serie |
| ----------- | ----------------- | -------- | -------------- |
| Giappone    | Kimiko Date-Krumm | 87       | 1              |
| Cina        | Zhang Shuai       | 126      | 2              |
| Stati Uniti | Tetjana Lužans'ka | 135      | 3              |
| Francia     | Caroline Garcia   | 142      | 4              |
| Germania    | Kathrin Wörle     | 152      | 5              |
| Ungheria    | Tímea Babos       | 154      | 6              |
| Russia      | Ekaterina Ivanova | 156      | 7              |
| Giappone    | Yurika Sema       | 169      | 8              |

- Ranking al 26 dicembre 2011.

### Altre partecipanti
Giocatrici che hanno ricevuto una wild card:
- Han Xinyun
- Xu Yifan
- Zhao Yijing
- Zhou Yimiao

Giocatrici che sono passate dalle qualificazioni:
- Duan Yingying
- Danka Kovinić
- Sun Shengnan
- Zhang Kailin

## Campionesse

### Singolare
Kimiko Date-Krumm ha battuto in finale  Tímea Babos, 6–3, 6–3.

### Doppio
Chan Hao-ching /  Rika Fujiwara hanno battuto in finale  Kimiko Date-Krumm /  Zhang Shuai, 4–6, 6–4, [10–7]